# Virgilio Ranzato
Œuvres principales
Les plus connues sont Il paese dei campanelli (1923) et Cin Ci Là (1926).
Répertoire
Opérette, opéra comique
Virgilio Ranzato, né à Venise le 7 mai 1882 et décédé le 20 avril 1937 à Côme, est un compositeur et chef d'orchestre italien du XXe siècle.

## Biographie
Virgilio Ranzato a commencé sa carrière comme violoniste aux conservatoires de Venise et Milan. Il étudie la composition musicale ainsi. Il a travaillé la plupart du temps en tant qu’interprète de musique de chambre ou de chef d'orchestre. Dès 1900, il se consacre surtout à la composition. Après des études instrumentales, il commence une carrière de violoniste et donne des concerts en Hongrie et en Autriche. Ranzato est premier violon de l'orchestre  de La Scala sous la direction d'Arturo Toscanini avec lequel il fait une tournée en Amérique du Nord. Il entame ensuite une carrière de chef d'orchestre.
Sa partition È l'amore date de 1930. Il est l'auteur de 70 pièces pour violon et de l’opéra Campane di Guerra (1933)) sur un livret de Carlo Ravasio. Mais c'est le genre piccola-lirica qui lui donnera la plus grande satisfaction : de petites pièces lyriques d'environ 1h30 mêlant chants et danses.
Ses débuts dans l'opérette datent de 1911 :  Velivolo, sur un livret de Giuseppe Guidi, monté au Teatro Balbo de Turin, suivi en 1912 d'Yvonne, livret de Camillo Antona-Traversi et Carlo Vizzotto au Teatro Apollo (Rome). Quatre ans plus tard, il recueille un certain succès avec La leggenda delle arance (1916), livret de Carlo Caretta et Princivalli Lampugnani au Teatro Diana de Milan. Ce succès est confirmé en 1919 par Quel che manca a Sua Altezza, livret de Giovacchino Forzano, représenté au Teatro Quirino de Rome. Mais il est surtout connu pour avoir composé deux des opérettes les plus populaires en Italie : Il paese dei campanelli (1923) et Cin Ci La (1926).
Parallèlement, il mène une activité de concert, avec Umberto Moroni, en trio (Trio italiano : Fano-Ranzato-Ranzato) et avec son fils Attilio. Son épouse, Lucilla, était une soprano renommée.
Virgilio Ranzato a réalisé plusieurs enregistrements sous le label Pathé. Il meurt le 20 avril 1937 d'une crise de diabète.

## Œuvres principales
- Velivolo (Turin, 1911)
- Yvonne (Rome, 1912)
- La leggenda delle arance (Milan, 1916)
- Quel che manca a Sua Altezza (Rome, 1919)
- Il paese dei campanelli (it), (Venise, 1924)[1]
- Luna Park (Milan, 1924)
- Cin Ci La (it) (Rome,1926)
- La cittа rosa (Milan, 1927)
- Zizi (Milan, 1927)
- Lady Lido (Rome, 1929)
- La duchessa di Hollywood (Milan, 1930)
- Cri-Cri (1930)
- Fuoco fatuo (Messines, 1930)
- Monelli fiorentini (1930)
- I merletti di Burano (1931)
- Prigioni di lusso (Milan, 1932)
- A te vogliar torne (Milan, 1936)
- Briciolina (Milan, 1936)

## Source
- (it) Cet article est partiellement ou en totalité issu de l’article de Wikipédia en italien intitulé « Virgilio Ranzato » (voir la liste des auteurs).